# Patrik Holomek
Patrik Holomek (* 6. září 1974 Brno) je bývalý profesionální český fotbalový útočník.

## Fotbalová kariéra
Začínal v Bosonohách, do velkého fotbalu vstoupil ve Zbrojovce Brno, dále hrál za FK Baník Havířov, SK Tatran Poštorná, SK Dynamo České Budějovice, FC Zlín, FC SYNOT Staré Město, FC Hradec Králové, FC Chomutov, SK Dolní Kounice a v nižších soutěžích v Rakousku.

### Profesionální kariéra
V první lize se střelecky neprosadil, ale ve druhé lize byl v letech 1996 a 1999 dvakrát nejlepším střelcem. V první lize odehrál celkem 42 utkání, v nichž vsítil 2 branky, ve druhé lize odehrál více než 180 utkání, vstřelil 56 branek. V brněnském dresu si v sezonách 1996/97 a 1999/00 zahrál také s bratrem Pavlem Holomkem. Dále hrál druhou ligu v Chomutově a Dolních Kounicích.

### První návrat do Bosonoh
V sezoně 2003/04 se poprvé vrátil do Bosonoh (od 15. srpna 2003 je hráčem Bosonoh), se 17 brankami byl nejlepším střelcem mužstva a dovedl je k postupu z I. B třídy Jihomoravského kraje - sk C do I. A třídy. Po sezoně odešel do Rakouska.

### Druhý návrat do Bosonoh
Jeho druhý návrat do Bosonoh na jaře 2012 skončil opět postupem, tentokrát z I. A třídy Jihomoravského Kraje – sk. A do Přeboru Jihomoravského kraje, kde klub hrál v sezonách 2012/13 (vstřelil 13 branek) a 2013/14 (14 branek). Jako hrající trenér působil tamtéž i v sezoně 2014/15 (7 branek) a 2015/16 (3 branky). Často nastupoval i za rezervní tým, od podzimu 2003 za něj vstřelil v brněnských městských soutěžích 49 branek (2003/04: 2, 2012/13: 7, 2013/14: 3, 2014/15: 17, 2015/16: 4, 2016/17: 7, 2017/18: 7, 2018/19: 0, 2019/20: nehrál, 2020/21: 0, 2021/22: 0, 2022/23: 2) – platné ke konci sezony 2022/23. V září 2014 se stal prvním fotbalistou zapsaným do České knihy rekordů. Trefil se ve všech soutěžích od III. třídy až po nejvyšší soutěž. Po skončení ročníku 2022/23 měl v Bosonohách bilanci 110 branek za muže, když 61 branku vstřelil v krajských soutěžích za A-mužstvo (naposled za ně nastoupil 21. září 2019 proti Ráječku) a 49 branek dal v městských soutěžích za B-mužstvo (zatím poslední start i gól zaznamenal 1. června 2023 proti B-mužstvu Řečkovic).